# 4628-as mellékút (Magyarország)
A 4628-as számú mellékút egy majdnem pontosan 30 kilométer hosszú, négy számjegyű mellékút Jász-Nagykun-Szolnok vármegye területén; Tiszaföldvárt és a 442-es főutat kapcsolja össze Mezőtúrral és a 46-os főúttal.

## Nyomvonala
A 4633-as útból (a 442-es főút régi nyomvonalából) ágazik ki, annak szinte pontosan a 7. kilométerénél, Tiszaföldvár központjában. [A csomópontnak előkészület alatt áll a körforgalmúvá történő átépítése, de az elérhető információk szerint ez még nem történt meg.] Mártírok út néven indul, kelet-délkeleti irányban, így halad 1,7 kilométeren keresztül, míg el nem éri a belterület keleti szélén a 442-es főút új nyomvonalát, amely itt 23,5 kilométer megtételén van túl. Tiszaföldvár vasútállomás mellett elhaladva észak felé, a főúttal közös nyomvonalra fordul, így haladnak együtt nagyjából egy kilométert (kilométer-számozás szempontjából egymással ellenirányban haladva), majd a 4628-as újra különválik, kelet-északkeletnek fordulva.
Onnét egy darabig még tiszaföldvári iparterületek között húzódik, majd 4,5 kilométer után teljesen külterületre ér. 7,2 kilométer után ér el Tiszaföldvár és Mezőhék határához, ott egyben járást is vált: a Kunszentmártoni járásból a Mezőtúri járásba lép át. Nem sokkal a 11. kilométere előtt éri el Mezőhék lakott területének délnyugati szélét, ott a belterület déli részén húzódik végig, majd azt elhagyva, majdnem pontosan a 12. kilométerénél egy kereszteződéshez ér. Itt az Öcsödtől Martfűig vezető 4627-es úttal keresztezik egymást, utóbbi itt 11,7 kilométer megtételén jár túl. A folytatásban az út külterületi részek közt halad, a 19+500-as kilométerszelvénye tájáig, ahol átlép Mezőtúr területére.
Jó darabig még ezután is kelet felé húzódik, csak 25,5 kilométer megtételét követően fordul északi irányba. Kevesebb, mint egy kilométer után újra visszatér a keleti irányhoz, további bő egy kilométer után pedig keresztezi a MÁV 125-ös számú Mezőtúr–Orosháza–Mezőhegyes–Battonya-vasútvonalát, nyílt vágányi szakaszon. Nem sokkal ezután beér a város lakott területére, ezután is keleti irányban haladva, és így ér véget, beletorkollva a 46-os főútba, kevéssel annak 26. kilométere előtt.
Teljes hossza, az országos közutak térképes nyilvántartását szolgáló kira.gov.hu adatbázisa szerint 29,884 kilométer.

## Települések az út mentén
- Tiszaföldvár
- Mezőhék
- Mezőtúr